# Тёмная материя (телесериал, 2015)
«Тёмная материя» (англ. Dark Matter) — канадский научно-фантастический сериал, созданный Джозефом Маллоззи и Полом Мули на основе комиксов с одноимённым названием. Канал Space 4 октября 2014 года разместил заказ на 13 эпизодов для первого сезона сериала. Премьера состоялась 12 июня 2015 года на телеканале Space. Критик Андрей Зильберштейн отметил, что перевод названия, более отвечающий сюжету, — «Тёмные дела» или «Тёмные сущности».
Выход второго сезона был анонсирован в сентябре 2015 года. Первая серия вышла 1 июля 2016 года.
В сентябре 2016 года телесериал был продлен на третий сезон, премьера которого состоялась 9 июня 2017 года.
1 сентября 2017 Syfy закрыл сериал после трех сезонов.

## Синопсис
XXVII век. Шесть незнакомцев выходят из состояния анабиоза и просыпаются практически одновременно на борту космического корабля, на котором жизнеобеспечение находится на уровне 15 %, он разгерметизирован и сильно поврежден. Четверо мужчин и две женщины не помнят о себе ничего, даже своих имен, они понятия не имеют, где находятся и какова их миссия. Они называют друг друга по номерам в порядке того как проснулись, чтобы избежать путаницы — Первый, Вторая, Третий, Четвёртый, Пятая, Шестой. Они пытаются понять, что произошло с ними. Группа решает исследовать корабль, где на них нападает андроид-женщина, которую удалось остановить с большим трудом, а позже перепрограммировать. Параллельно, несмотря на амнезию, выясняются скрытые возможности потенциальной команды — кто-то из них сразу проявляет лидерские качества, кто-то прекрасно разбирается в управлении и оборудовании корабля, медицине, владеет холодным оружием, умеет летать на космическом челноке и тому подобное. Когда же им удается отыскать в компьютере информацию о себе, экипаж обнаруживает, что все они — разыскиваемые преступники.
Команде предстоят многие события, потери и приобретения, но это скажется крайне положительно для всей Галактики.

## В ролях
= Главная роль в сезоне
     = Второстепенная роль в сезоне
     = Гостевая роль в сезоне
     = Не появляется

### Основной состав
| Марк Бендэвид     | Первый / Джейс Корсо / Деррик Мосс            | 13 | 3  |    | 16 |
| Мелисса О’Нил     | Вторая / Ребекка / Порша Лин                  | 13 | 13 | 13 | 39 |
| Энтони Лемке      | Третий / Маркус Бун / Тич                     | 13 | 13 | 13 | 39 |
| Алекс Маллари мл. | Четвёртый / Рё Тетсуда / Рё Ишида             | 13 | 13 | 11 | 37 |
| Джодель Ферланд   | Пятая / Эмили Колбёрн / Дас                   | 13 | 13 | 13 | 39 |
| Роджер Кросс      | Шестой / Гриффин Джонс / лейтенант Кэл Вэррик | 13 | 12 | 11 | 36 |
| Зои Палмер        | Андроид / Сьюки / доктор Ирена Шоу            | 13 | 13 | 13 | 39 |
| Шон Сайпс         | Девон Тэлтерд                                 |    | 7  |    | 7  |
| Мелани Либёрд     | Никс Харпер                                   |    | 12 | 1  | 13 |
| Всего эпизодов    | Всего эпизодов                                | 13 | 13 | 13 | 39 |

### Второстепенный состав
| Дэвид Хьюлетт      | Талбор Калчек           | 3  | 1  |    | 4  |
| Джефф Теравайнен   | лейтенант Андерс        | 2  | 3  | 2  | 7  |
| Торри Хиггинсон    | коммандер Делани Трюффо | 2  | 3  | 3  | 8  |
| Эннис Эсмер        | Векслер                 | 2  | 1  | 2  | 5  |
| Дэвид Ричмонд-Пек  | коммандер Ниман         | 1  | 3  | 5  | 9  |
| Натали Браун       | Сара                    | 1  | 1  | 8  | 10 |
| Эллен Вонг         | Мисаки Хан-Ширейкан     |    | 4  | 5  | 9  |
| Брендан Мюррей     | Виктор                  |    | 2  | 2  | 4  |
| Майк Допуд         | Арекс Нео               |    | 4  |    | 4  |
| Инга Кадранел      | Алисия Рейно            |    | 4  |    | 4  |
| Кристен Холден-Рид | Кайл Киркен             |    | 4  |    | 4  |
| Эндрю Муди         | Теку Феонсей            |    |    | 7  | 7  |
| Мишка Тебо         | Эдриан Маро             |    |    | 4  | 4  |
| Аиша Исса          | Солара Шокли            |    |    | 4  | 4  |
| Всего эпизодов     | Всего эпизодов          | 13 | 13 | 13 | 39 |

- Дэвид Хьюлетт — Талбор Калчек, посредник и агент экипажа корабля «Раза»[10]
- Эндрю Джексон — Генерал, лидер повстанческой группировки «Проционские мятежники»[11]
- Джефф Теравайнен — лейтенант Андерс, командир «Галактических властей»[12]
- Торри Хиггинсон — коммандер Делани Трюффо из «Синдиката Микеи»[13]
- Дэвид Ричмонд-Пек — коммандер Ниман из «Рудной корпорации»
- Натали Браун — Сара, бывшая любовница Марка Буна[14]
- Эллен Вонг — Мисаки Хан-Ширейкан, командующая Королевской гвардии Ишида и друг детства Четвёртого[10]
- Брендан Мюррэй — Виктор, андроид
- Майк Допуд — Арекс Нео, связан с высшим руководством тюремной банды[10]
- Инга Кадранел — Алисия Рейно
- Кристен Холден-Рид — Кайл Киркен, инспектор «Галактических властей»
- Эндрю Муди — Теку Феонсей, советник Рё Ишиды
- Мишка Тебо — Эдриан Маро, новый посредник и агент экипажа корабля «Раза»
- Аиша Исса — Солара Шокли, телохранитель Эдриана Маро

### Гости
| Актёр          | Персонаж              | Сезоны | Сезоны | Сезоны |
| Актёр          | Персонаж              | 1      | 2      | 3      |
| -------------- | --------------------- | ------ | ------ | ------ |
| Аманда Бругел  | Кили                  | Гость  |        |        |
| Руби Роуз      | Венди                 | Гость  |        |        |
| Эннис Эсмер    | Векслер               | Гость  | Гость  | Гость  |
| Джессика Сайпс | Таш                   | Гость  | Гость  | Гость  |
| Конрад Пла     | Каин                  | Гость  | Гость  |        |
| Керр Хьюит     | сержант Восс          | Гость  | Гость  |        |
| Уил Уитон      | Александр «Алекс» Рук | Гость  | Гость  |        |
| Франка Потенте | Шаддик                |        | Гость  |        |

- Аманда Бругел — Кили, шахтёр, связана с миссией корабля «Раза»[15]
- Руби Роуз — Венди, андроид для развлечений[10]
- Эннис Эсмер — Векслер, лидер группы наёмников, нанятый Делани Трюффо для работы с экипажем «Раза»[16]
- Джессика Сайпос — Таш, член группы наёмников Векслера[16]
- Конрад Пла — Каин, член группы наёмников Векслера[16]
- Керр Хьюит — сержант Восс, солдат «Рудной корпорации»[17]
- Уил Уитон — Александр «Алекс» Рук, президент и исполнительный директор научно-технической фирмы «Карликовая звезда»[18]
- Франка Потенте — Шаддик, главный инспектор в отделе тяжких преступлений «Галактических властей»[19]

## Список эпизодов

### Сезон 1 (2015)
1-й сезон состоит из 13 серий, выходивших еженедельно по пятницам с 12 июня по 4 сентября 2015 года.
| № общий | № в сезоне | Название                                | Режиссёр        | Автор сценария              | Дата премьеры   | Зрители в США (млн) |
| --- | ---------- | --------------------------------------- | --------------- | --------------------------- | --------------- | ------------------- |
| 1 | 1          | «Эпизод первый» «Episode One»           | Т. Дж. Скотт    | Джозеф Маллоззи и Пол Малли | 12 июня 2015    | 1,28                |
| Шесть человек выходят из анабиоза на корабле в космосе, но не имеют ни малейшего понятия, кто они. Они находят на борту андроида, который нападает на них. Корабль прибывает в пункт назначения, и герои узнают из расшифрованных файлов, что пятеро из них являются убийцами, и они должны были уничтожить население планеты назначения. Экипаж голосует за оказание помощи горнякам, отдав им половину оружия, имеющегося на борту «Разы». |            |                                         |                 |                             |                 |                     |
| 2 | 2          | «Эпизод второй» «Episode Two»           | Т. Дж. Скотт    | Джозеф Маллоззи и Пол Малли | 19 июня 2015    | 0,26                |
| Не дождавшись своевременного выполнения задания наёмников, корпорация посылает людей, чтобы устроить подрыв реактора на планете. Тем временем наёмники от лица фермеров заключают сделку с другой корпорацией. В то же время во снах Пятой появляются воспоминания других людей, а Третий размышляет над большими недоступными дверьми, которые он обнаружил. |            |                                         |                 |                             |                 |                     |
| 3 | 3          | «Эпизод третий» «Episode Three»         | Паоло Барзмен   | Мартин Джеро                | 26 июня 2015    | N/A                 |
| Любопытная Пятая обследует корабль и натыкается на мёртвое тело мальчика примерно её возраста в грузовом отсеке. Экипаж обнаруживает, что системные файлы корабля были подделаны, а андроид считывает удалённую подпрограмму, которая очистила воспоминания экипажа. По пути к космической станции на корабле происходит поломка, в результате которой корабль попадает под сильное гамма-излучение. Члены экипажа считают, что это диверсия и диверсант находится среди них. Попытка андроида выявить диверсанта тщетна. Добровольцы отправляются в космос ремонтировать гиперпривод. |            |                                         |                 |                             |                 |                     |
| 4 | 4          | «Эпизод четвёртый» «Episode Four»       | Аманда Таппинг  | Джозеф Маллоззи             | 3 июля 2015     | N/A                 |
| Команда добирается до космической станции в надежде продать оружие и на вырученные деньги починить корабль, заправиться и пополнить запасы еды. Однако события принимают совсем иной поворот… Двойник Первого идёт в атаку, только чтобы выявить тревожную правду о его втором я. Плюс: прошлое Четвёртого разоблачено: он узнает про свою истинную личность, что он был сыном Императора, и что он находится в розыске за убийство императора. |            |                                         |                 |                             |                 |                     |
| 5 | 5          | «Эпизод пятый» «Episode Five»           | Ли Роуз         | Пол Малли                   | 10 июля 2015    | N/A                 |
| Команда подтверждает видеосвязь со своим нанимающим посредником, который даёт новое задание по высадке на дрейфующий и, казалось бы, безлюдный космический корабль, чтобы спасти груз корабля. Но когда выясняется истинность груза на корабле, на котором автоматически поддерживалась атмосфера, пригодная для дыхания, команде приходится бороться за выживание на корабле с жертвами чумы-зомби. |            |                                         |                 |                             |                 |                     |
| 6 | 6          | «Эпизод шестой» «Episode Six»           | Рон Мерфи       | Пол Малли                   | 17 июля 2015    | N/A                 |
| Пятая создаёт мозговой зонд из оборудования в медицинском отсеке, чтобы попытаться восстановить воспоминания экипажа, хранящиеся в её мозгу. Зонд раскрывает некоторые из её скрытых воспоминаний. Прежде чем Пятая застряла в состоянии сна, она переживает прошлое Четвёртого и обнаруживает, почему она на корабле. Шестой решает войти в её видения, чтобы спасти её, но он тоже узнает больше о своём прошлом, которое изменит Шестого навсегда. |            |                                         |                 |                             |                 |                     |
| 7 | 7          | «Эпизод седьмой» «Episode Seven»        | Брюс Макдональд | Роберт Купер                | 24 июля 2015    | 0,53                |
| Экипаж получает доступ в секретную комнату и обнаруживает внутри стазис-контейнер с Сарой, женщиной с ухудшающейся болезнью из прошлого Третьего и андроида по имени Венди, которая запрограммирована на выполнение широкого спектра занятий, включая кулинарию, игры и секс. Прошлое Третьего становится настоящим — Сара заполняет его историю, в то время как новый андроид доказывает, что внешний вид может убить. Программа Венди заменяется приказом Сайруса Кинга — уничтожить «Разу», человеком, который хочет отомстить команде и знает, что андроид будет активирован. |            |                                         |                 |                             |                 |                     |
| 8 | 8          | «Эпизод восьмой» «Episode Eight»        | Т. У. Пикок     | Тревор Финн                 | 31 июля 2015    | N/A                 |
| Экипаж останавливается на космической станции для дозаправки и отдыха, но у Шестого другая программа — месть. Он использует технологию транспортировки клонов, чтобы попытаться найти человека из своего прошлого. Пятая сообщает экипажу, Первый и Четвёртый пытаются остановить его. В ходе действия при этом обнаруживаются две потрясающие новости. Оказывается, что у клона Первого — его настоящее лицо. Копая глубже в свой генетический профиль, Первый обнаруживает свою истинную личность и возможную предшествующую связь с Третьим. |            |                                         |                 |                             |                 |                     |
| 9 | 9          | «Эпизод девятый» «Episode Nine»         | Рон Мерфи       | Джозеф Маллоцци             | 7 августа 2015  | N/A                 |
| Четвёртый покидает корабль, чтобы встретиться и поговорить с своим сводным братом-императором, чтобы доказать свою невиновность в убийстве отца, но это ловушка. По прибытии на место встречи, его пленяет его бывший инструктор Акита. Четвёртый пытается убедить Акиту в своей правоте. Экипаж размышляет, следует ли им оставить Четвёртого или спасти его, считая, что его право на трон может сделать его полезным союзником. В конце концов они решают спасти его. Четвёртый убивает Акиту, в качестве сообщения своему брату. Вернувшись в космос, экипаж обнаруживает что к «Разе» подошли три больших эсминца «Рудной корпорации». Их залп вывел из строя сверхсветовые двигатели «Разы». |            |                                         |                 |                             |                 |                     |
| 10 | 10         | «Эпизод десятый» «Episode Ten»          | Джон Стэд       | Пол Малли                   | 14 августа 2015 | N/A                 |
| Три корабля «Синдиката Микеи» выходят из гиперпространства между противостоящими «Разой» и эсминцами «Рудной корпорации», заставляя последних бежать. Коммандер Трюффо (Торри Хиггинсон), с которой Вторая вела переговоры от имени шахтёров, высаживается на борт «Разы» с заданием для экипажа похитить таинственное устройство из научно- исследовательской станции. Отчаявшись сохранить «Синдикат Микеи» в качестве союзника, команда вынуждена объединиться с группой психотических наёмников для выполнения миссии. Как только они крадут устройство и возвращаются на «Разу», наёмники вырубают экипаж, и выбрасывают Вторую в пространство космоса.                                       |            |                                         |                 |                             |                 |                     |
| 11 | 11         | «Эпизод одиннадцатый» «Episode Eleven»  | Мартин Вуд      | Пол Малли                   | 21 августа 2015 | N/A                 |
| Наёмники Векслера намереваются за остальной экипаж получить вознаграждение, установленное за их головы Галактическими Властями. Пока они пытаются извлечь дополнительную информацию из Первого, снова случаются неисправности с гипердвигателями. Вторая обнадёживает: она оказывается очень продвинутой синтетикой и обладает способностью выживать в безвоздушном пространстве, которое ранее было неизвестно ей. Но не раньше, чем ей удастся вернуть корабль почти в одиночку с небольшой помощью Пятой, мужчины — члены экипажа борются с кислородным голоданием в герметичном хранилище. |            |                                         |                 |                             |                 |                     |
| 12 | 12         | «Эпизод двенадцатый» «Episode Twelve»   | Энди Микита     | Джозеф Маллоцци             | 28 августа 2015 | 0,40                |
| Посредник команды Табор Калчек посылает экипаж на другую миссию, чтобы вернуть учёного, удерживаемого против его воли, но команда вскоре обнаруживает, что это ловушка и сражается за свои жизни против учёного, Алекса Рука. Александр «Алекс» Рук, президент и исполнительный директор научно-технической фирмы «Карликовая звезда», в которой и была создана Вторая. Эпизод заканчивается сценой с андроидом, находящимся без сознания. |            |                                         |                 |                             |                 |                     |
| 13 | 13         | «Эпизод тринадцатый» «Episode Thirteen» | Энди Микита     | Джозеф Маллоцци и Пол Малли | 28 августа 2015 | 0,40                |
| После отключки андроида, параноидальной целью экипажа становится поиск предателя. Поиск предателя грозит поставить под угрозу дружбу и отношения в коллективе. Человек, ответственный за очищение памяти, делает ход. Эпизод заканчивается тем, что солдаты Галактических Властей штурмуют корабль, захватывая и конвоируя членов команды, кроме Шестого / Гриффина Джонса, который свободно идёт рядом с руководителем группы Галактических Властей. |            |                                         |                 |                             |                 |                     |

### Сезон 2 (2016)
| № общий | № в сезоне | Название                                                                       | Режиссёр        | Автор сценария              | Дата премьеры    | Зрители в США (млн) |
| --- | ---------- | ------------------------------------------------------------------------------ | --------------- | --------------------------- | ---------------- | ------------------- |
| 14 | 1          | «Добро пожаловать в новый дом» «Welcome to Your New Home»                      | Аманда Таппинг  | Пол Мули                    | 1 июля 2016      | 0,45                |
| Команда Разы находится в заключение на тюремном астероиде, в то время как их пытаются так или иначе ликвидировать. При встрече с Трюффо Третий получает ценную информацию, которая может всем помочь. |            |                                                                                |                 |                             |                  |                     |
| 15 | 2          | «Убей их всех!» «Kill Them All»                                                | Брюс Макдональд | Джозеф Маллоззи             | 8 июля 2016      | N/A                 |
| Полученные данные от Трюффо помогают составить план побега, в то время как корпорации пытаются вытащить данные из корабля Разы. |            |                                                                                |                 |                             |                  |                     |
| 16 | 3          | «Я знала тебя совсем другой» «I've Seen the Other Side of You»                 | Стив Димарко    | Пол Мули                    | 15 июля 2016     | N/A                 |
| Из-за вмешательства в соединение корабля и андроида происходит ошибка, из-за которой Вторая, Третий и Четвёртый вспоминают свою жизнь до стирания, но без нового полученного опыта и воспоминаний, что приводит к большим проблемам для нового экипажа и Пятой. |            |                                                                                |                 |                             |                  |                     |
| 17 | 4          | «Мы были семьёй» «We Were Family»                                              | Джон Стид       | Джозеф Маллоззи             | 22 июля 2016     | N/A                 |
| Активированное устройство приводит Третьего к прошлому, которое таит в себе тёмные пятна. Андроид получает программное улучшение - незаконный эмоциональный модуль и заводит новые знакомства. Тайный агент корпорации пытается выяснить, где украденный Пятой ключ . |            |                                                                                |                 |                             |                  |                     |
| 18 | 5          | «Мы решили тебя не убивать» «We Voted Not to Space You»                        | Рон Мёрфи       | Пол Малли                   | 29 июля 2016     | N/A                 |
| Команда решается отомстить за убийство Первого, но выяснить и выявить, где укрывается злоумышленник, является весьма большой проблемой. Для решения этой проблемы вызывается Андроид. |            |                                                                                |                 |                             |                  |                     |
| 19 | 6          | «Мы должны были это предвидеть» «We Should Have Seen This Coming»              | Брюс Макдональд | Роберт Купер                | 5 августа 2016   | N/A                 |
| Чтобы продолжать деятельность, нужны средства. Команда Разы решается устроить налёт, Никс предлагает цель, но она преследует свои тайные цели, из-за чего приходится раскрыть природу своих талантов. |            |                                                                                |                 |                             |                  |                     |
| 20 | 7          | «Теперь она с нами» «She's One of Them Now»                                    | Джейсон Пристли | Харли Пейтон                | 12 августа 2016  | N/A                 |
| Команде стало известно, что ключ Пятой разыскивает Алиша Монро, для выяснения предназначения данного ключа команда решается нагрянуть в логово Монро. |            |                                                                                |                 |                             |                  |                     |
| 21 | 8          | «Нас ждут грабежи и убийства» «Stuff to Steal, People to Kill»                 | Энди Микита     | Джозеф Маллоцци             | 19 августа 2016  | N/A                 |
| Найденное устройство является артефактом (квантовый преобразователь «Блинк драйв») по модернизации любого подпространственного двигателя, при помощи которого судно может мгновенно перемещаться в пространстве, аналогично червоточине, при помощи которой можно перемещаться из одной точки в другую. Командир принимает решение по тестированию двигателя, но при тестировании происходит ошибка, из-за которой корабль перемещается в альтернативную реальность, в которой происходят военные действия, а команда Разы является врагом № 1 в списке корпораций. Но из-за ошибки подключения без адаптера «Блинк драйв» выходит из строя. |            |                                                                                |                 |                             |                  |                     |
| 22 | 9          | «Погибнуть в бою» «Going Out Fighting»                                         | Питер Делуиз    | Ивон Р. Барток              | 26 августа 2016  | N/A                 |
| У Второй появляется серьёзная проблема со здоровьем, для решения проблемы необходимо будет встретиться с врагом, а именно с фирмой «Карликовая звезда». |            |                                                                                |                 |                             |                  |                     |
| 23 | 10         | «Стреляй» «Take the Shot»                                                      | Пол Дэй         | Пол Малли                   | 2 сентября 2016  | N/A                 |
| Андроид замечает странное и не характерное поведение за собой, что впоследствии приводит к большим проблемам для команды, которые приходится решать чем быстрее тем лучше. |            |                                                                                |                 |                             |                  |                     |
| 24 | 11         | «Надо было выкинуть тебя в космос» «Wish I'd Spaced You When I Had the Chance» | Майрзи Алмас    | Джозеф Маллоцци             | 9 сентября 2016  | N/A                 |
| В ходе пополнения запасов на члена экипажа нападают и похищают, в то же время приходится столкнуться с галактической полицией, которая ищет экипаж из-за взрыва планеты. |            |                                                                                |                 |                             |                  |                     |
| 25 | 12         | «Иногда выбора действительно нет» «Sometimes In Life You Don't Get to Choose»  | Уильям Варинг   | Джозеф Маллоцци и Пол Малли | 9 сентября 2016  | N/A                 |
| Рю Ишида решает взять то, что является его по праву, а именно Трон и Корону. В то время как Империя Ишида ведёт тяжёлую войну, у них появляется новый союзник, но этот союзник — новый враг Разы. |            |                                                                                |                 |                             |                  |                     |
| 26 | 13         | «Но сначала спасём галактику» «But First, We Save the Galaxy»                  | Рон Мёрфи       | Джозеф Маллоцци и Пол Малли | 16 сентября 2016 | N/A                 |
| Раза перемещается над штабом корпорации, члены экипажа рассказывают Трюффо, что грядёт война корпораций, а причина войны — взрыв на космической станции, где будет проходить саммит. |            |                                                                                |                 |                             |                  |                     |

### Сезон 3 (2017)
| № общий | № в сезоне | Название                                                   | Режиссёр           | Автор сценария              | Дата премьеры   |
| --- | ---------- | ---------------------------------------------------------- | ------------------ | --------------------------- | --------------- |
| 27 | 1          | «Быть хорошим так тяжело» «Being Better Is So Much Harder» | Рон Мерфи          | Джозеф Маллоцци             | 9 июня 2017     |
| Члены экипажа оказались разбросанными в разных точках, основная задача — выжить, перегруппироваться и воссоединиться. |            |                                                            |                    |                             |                 |
| 28 | 2          | «Не надо так» «It Doesn't Have To Be Like This»            | Брюс Макдональд    | Пол Малли                   | 9 июня 2017     |
| Воспоминания Четвёртого помогают выяснить, где находится тайная научная станция, откуда необходимо забрать причитающееся. |            |                                                            |                    |                             |                 |
| 29 | 3          | «Добро пожаловать в революцию» «Welcome to the Revolution» | Стив Димарко       | Джозеф Маллоцци             | 16 июня 2017    |
| Команде поступил заказ забрать Талбора Калчека, но, прибыв на место рандеву, команда спасает поселение и обнаруживает занятный факт. Члены экипажа вступают в интриги, которые грозят потерей части экипажа. |            |                                                            |                    |                             |                 |
| 30 | 4          | «Времени хоть отбавляй» «All the Time in the World»        | Рон Мерфи          | Джозеф Маллоцци             | 23 июня 2017    |
| Третий попадает в занятную ситуацию, когда все события происходят по новой, чтобы решить такую проблему необходимо проявить смекалку и эрудицию, но над экипажем нависает опасность и не только из-за наличия опасного и тайного приобретения нового члена экипажа. В свою очередь Артефакт показывает Андроиду далеко идущие последствия всех событий и действий экипажа. |            |                                                            |                    |                             |                 |
| 31 | 5          | «Обломись, принцесса!» «Give It Up, Princess»              | Дж. Б. Шуга        | Пол Малли                   | 30 июня 2017    |
| Новый член экипажа получает сообщение о выкупе, иначе пострадает не безразличный ему человек. Но найти выкуп весьма не простая и лёгкая задача, и всё оказывается весьма не просто на первый взгляд. |            |                                                            |                    |                             |                 |
| 32 | 6          | «Последний козырь» «One More Card To Play»                 | Гэйл Харви         | Элисон Хепбёрн              | 7 июля 2017     |
| Рю Ишида в силу тяжёлых поражений в боевых действиях решается пойти на грубые действия, его действиями так или иначе желают воспользоваться его бывшие члены экипажа. И в свою очередь о себе дают знать незваные гости. |            |                                                            |                    |                             |                 |
| 33 | 7          | «Увы, я тебе не верю» «Wish I Could Believe You»           | Пол Дэй            | Ивон Р. Барток              | 14 июля 2017    |
| Рудная корпорация решает ускорить свои действия по активации тайного агента. С которым придётся столкнуться Разе и принять не простые решения. |            |                                                            |                    |                             |                 |
| 34 | 8          | «Горячий шоколад» «Hot Chocolate»                          | Джон Стэд          | Лоурен Бэнкрофт-Уилсон      | 21 июля 2017    |
| На саммит отделившихся колоний происходит нападение, все участники экстренно покидают место секретного сбора, а тем временем на Разе происходят сбои, которые приводят к тайному вторжению. И только один член экипажа остаётся незамеченным и может найти путь к спасению. |            |                                                            |                    |                             |                 |
| 35 | 9          | «Разве это не парадокс?» «Isn't That A Paradox?»           | Крэйг Дэвид Уоллес | Джозеф Маллоцци и Пол Малли | 28 июля 2017    |
| При тестировании «Блинк драйва» происходит выброс электромагнитной энергии, который отключает всех членов экипажа. Когда все очнулись оказывается что корабль переместился во времени на 600 лет в прошлое, и единственное пригодное место для жизни является планета Земля. Экипажу предстоит выбраться из этой ситуации, постаравшись не навредить временной линии. К тому моменту к Рю Ишида поступает предложение о заключении альянса с одной из противоборствующих корпораций.                                       |            |                                                            |                    |                             |                 |
| 36 | 10         | «Не рождена, а собрана» «Built, Not Born»                  | Мелани Орр         | Джозеф Маллоцци             | 4 августа 2017  |
| К Андроиду поступает сообщение от друга (который дал ей программу по эмуляции человеческих эмоций) с просьбой о помощи, так как они находятся в беде. При изучении кода обнаруживаются координаты, которые могут привести к Создателю. Но Третий не доверяет андроидам, и его недоверие весьма обосновано, поскольку у синтетиков имеются свои «тёмные» планы. |            |                                                            |                    |                             |                 |
| 37 | 11         | «Заговор «Карликовой звезды»» «The Dwarf Star Conspiracy»  | Стив Димарко       | Пол Малли                   | 11 августа 2017 |
| При изучении данных обнаруживается база Корпорации «Карликовая звезда», в которой находится секретный проект по инфильтрации агентов в различные структуры для скорейшей победы и контроля галактики в последующем. С этого момента Третий испытывает панический страх — его опасения не напрасны, потому что с этого момента может стоить жизни всему экипажу. |            |                                                            |                    |                             |                 |
| 38 | 12         | «Мой последний подарок для тебя» «My Final Gift To You»    | Брюс Макдональд    | Джозеф Малоцци и Пол Малли  | 18 августа 2017 |
| Путём ухищрений Рю Ишиде получается заманить к себе всех членов экипажа Разы. Предлагая в обмен на модуль «Блинк драйв» (мгновенный квантовый двигатель) немалые средства, но, чтобы члены экипажа согласились, он искушает каждого, чтобы посеять раздор и надломить волю команды, используя нежелаемые тайны прошлого и печальные секреты, о которых некоторые желают забыть. Пока тем временем Сама Империя Ишида трещит по швам, раздираемая войной и внутренними врагами, которые готовы нанести удар в любой момент. |            |                                                            |                    |                             |                 |
| 39 | 13         | «Некуда бежать» «Nowhere To Go»                            | Рон Мёрфи          | Пол Малли                   | 25 августа 2017 |
| На связь с Разой выходит Текку, и предлагает в виде акта доброй воли координаты, куда скрылся Бун, данные приводят к секретной базе Рудной корпорации, а именно к проекту «Феникс». Для атаки на базу Вторая обращается за помощью к Командору Трюффо, но всё идёт не по плану, новые союзы приводят к подставам бывших союзников. Всё это приводит к трагическим последствиям и к появлению новых проблем. |            |                                                            |                    |                             |                 |

## Критика
На сайте Metacritic сериал получил 58 из 100 баллов, основываясь на 5 отзывах критиков.